# Vérissey
Vérissey é uma comuna francesa na região administrativa de Borgonha-Franco-Condado, no departamento Saône-et-Loire. Estende-se por uma área de 8,63 km². Em 2010 a comuna tinha 56 habitantes (densidade: 6,5 hab./km²).